# Rév István
Rév István (Budapest, 1951. január 17. –) magyar történész, a Közép-európai Egyetem (CEU) Történelem (History) tanszékének professzora, a Blinken Nyílt Társadalom Archívum igazgatója, a Nyílt Társadalom Alapítványok kuratóriumi (Open Society Foundations Global Board) tagja.

## Életpályája
Az Eötvös Loránd Tudományegyetemen 1975-ben szerzett diplomát történelem-angol-szociológia szakon. 1975 és 1991 között tudományos segédmunkatárs, majd munkatárs a Marx Károly Közgazdaságtudományi Egyetem Gazdaságtörténeti Tanszékén. 1982 és 1990 között a University of California Central European Studies Program budapesti vezetője. 1984-ben egyike volt a Duna-Kör alapítóinak, ami 1985-ben elnyerte a svéd Parlament a Right for Livelihood díját (amit alternatív Nobel-díjként is emlegetnek). 1985–1986 a Fellow, School of Social Science, Institute for Advanced Study, Princeton. 1989-ben a Budapesti Könyvszemle – BUKSZ egyik alapító szerkesztője volt. 1991–1993 között a Soros György által alapított CEU Budapest College igazgatója. 1991 óta a CEU Történelem tanszékének professzora. 1994-ben két fontos amerikai központba kapott meghívást (Doreen B. Townsend Center for the Humanities, Berkeley; Center for Advanced Study, University of Michigan, Ann Arbor), 1995-ben elnyerte a berlini Wissenschaftskolleg által alapított New Europe Prize-t, és ugyanebben az évben a Getty Research Institute, Santa Monica meghívottja volt. 1997-1998-ban Fellow, Center for the Advanced Study in the Behavioral Sciences, Stanford. 1998-ban bízták meg az OSA Archívum igazgatásával, ahol azóta – a kutatómunka megszervezése mellett – több tucat kiállítást szervezett a közelmúlt történetéről és kultúrájáról. Ezek mellett folytatta a CEU történelem tanszékén az oktató tevékenységet. A 2000-es években több ízben vendégprofesszorként tanított a University of California, Berkeley történelem tanszékén.

### Kutatási területe
Könyvei és tanulmányai a gazdaságtörténet, a történelmi antropológia, a történelmi emlékezet és az amnézia, a halottkultusz, a 20. századi magyar történelem, a koncepciós perek problémáival foglalkoznak.

## Fontosabb publikációi
- Local Autonomy or Centralism: When was the Original Sin Committed, International journal of urban and regional research, 8 (1984):38-63.
- The Advantages of Being Atomized. How Hungarians Coped with Collectivization, Dissent, 34(1987): 335-50.
- A centralizáció antiökologikus természete, in Foltányi Zsuzsa – Kodolányi Gyula (szerk.), Közelről nézvést. Budapest: Püski, 1989. 47-58.
- „Az ember végül...” (Berend T. I.: A magyar gazdasági reform útja), Budapesti Könyvszemle / BUKSZ,  1 (1989):19-26.
- Gazdaság- és társadalomtörténeti szöveggyűjtemény a szocializmus magyarországi történetének tanulmányozásához, (szerk.) Ambrus Lakatos, László, Fölsz Attila, Meszerics Tamás, Rátfai A., Rév István, Budapest, Aula Kiadó, 1990.
- In mendacio veritas (In Lies there Lies the Truth), Representations No. 35 (1991), 1-20.
- The Postmortem Victory of Communism, Daedalus. 123 (1994):159-70.
- Parallel Autopsies, Representations No. 49 (1995):15-39.
- The Necronym, Representations. No. 64 (1998): 76-107.
- Retrotopia: Critical Reason Turns Primitive, Current sociology. 46 (1998): 51-80.
- Ellenforradalom. Beszélő, 1999, 3-4, 42-55.
- Counterrevolution, in Sorin Antohi – Vladimir Tismaneanu (eds.), Between Past and Future:  The Revolutions of 1989 and Their Aftermath. Budapest: CEU Press, 2000. 247-71.
- The Self-not-fulfilling Prophecy, in Ralf Dahrendorf et al. (eds.), The Paradoxes of Unintended Consequences, Budapest: CEU Press, 2000, 285-300.
- The Suggestion, Representations. No. 80 (2002): 62-98.
- Alexandriai Könyvtár a pincében, Budapesti Könyvszemle / BUKSZ, 15 (2004): 337-44.
- Retroactive Justice: Prehistory of Post-Communism (Stanford, CA: Stanford University Press, 2005).
- The Man in White Raincoat, in Oksana Sarkisova – Péter Apor (eds.), Past for the Eyes: East European Representations of Communism in Cinema and Museums after 1989. Budapest: CEU Press; 2008, 3-56.
- The Terror of the House, in R. Ostrow (ed.), (Re)visualizing National History: Museums and National Identities in Europe in the New Millennium. Toronto: University of Toronto Press, 2008. 47-89.
- A kukacok szerepe a múlt rétegeinek föltárásában, Budapesti Könyvszemle / BUKSZ, 23 (2011): 215-225.